# Dmitrij Skrycki
Dmitrij Skrycki – radziecki generał major, oficer lotnictwa.
W 1952 został ściągnięty do ludowego Wojska Polskiego. Służył w pionie technicznym Wojsk Lotniczych.